# Walla Walla (New South Wales)
Walla Walla ist eine Kleinstadt im Greater Hume Shire im australischen Bundesstaat New South Wales. Sie ist 39 km nördlich von Albury-Wadonga und 130 km südlich von Wagga Wagga gelegen.
Der Ort, wo es im Sommer durchschnittlich 31 °C warm ist, besitzt etwa 530 Einwohner und wurde 1869 von 56 sorbisch-deutschen Siedlern aus dem Barossa Valley in Süd-Australien gegründet, als diese beschlossen, Land anzunehmen, welches ihnen von der South-Wales-Regierung genehmigt wurde. Mit 14 Planwagen siedelten sie in einer sechswöchigen Reise aus dem etwa sechshundert Meilen entfernten Gebiet über. Zunächst hieß der Ort „Ebenezer“. Da es diesen Ortsnamen im Bundesstaat New South Wales bereits gab, wurde die Stadt später in „Walla Walla“ umbenannt, was in der Sprache der Aborigines so viel wie „Ort der vielen Felsen“ bedeutet.
In Walla Walla befindet sich die größte lutherische Kirche in NSW, welche 1874 erbaut wurde. Außerdem gibt es in der Stadt die einzige lutherische Sekundärschule des Bundesstaates und das St. Paul’s College.
Walla Walla ist die Heimatstadt des Walla Walla Football Clubs, eines Vereins der Hume Football Association.
Jedes Jahr im November findet am zweiten Sonntag des Monats das „Walla Walla Heritage Festival“ statt.